# ペプチド

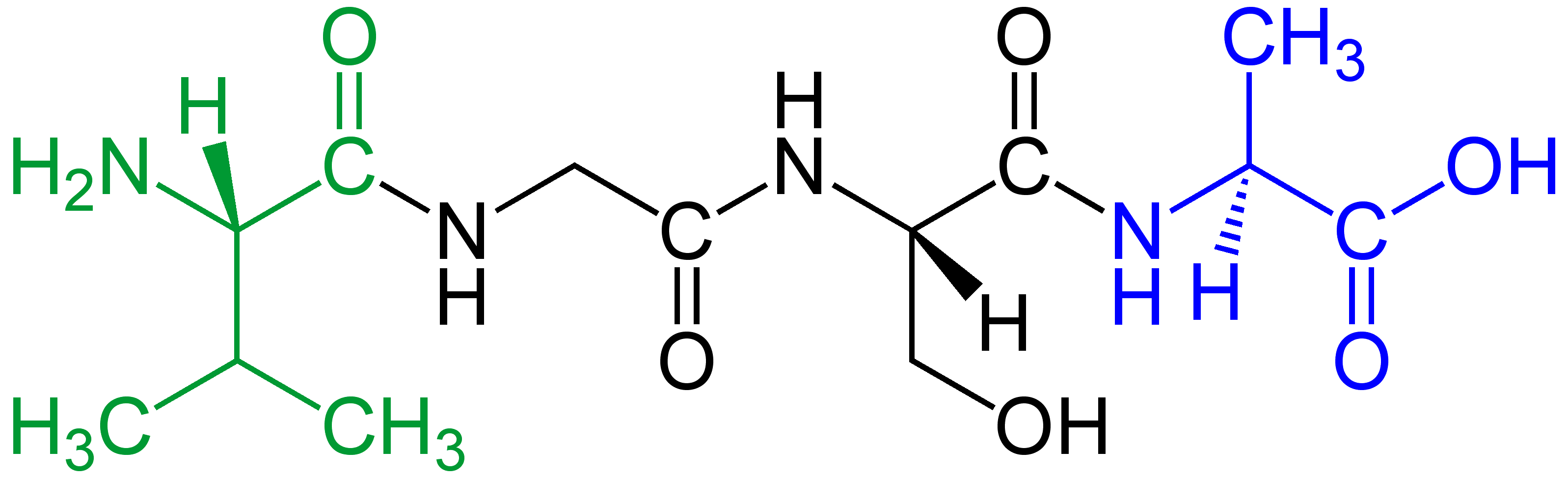
バリン-グリシン-セリン-アラニンから成るテトラペプチドの例。この例ではペプチドのN末端残基であるバリンを緑色で、C末端残基であるアラニンを青色で示している。

ペプチド（独: Peptid、仏・英: peptide 英語: [ˈpɛptaɪd], ギリシャ語の πεπτος 〈消化できる〉に由来する）は、アミノ酸がペプチド結合（英: peptide bond）により短い鎖状につながった分子の総称。
ペプチド結合は、2個以上のアミノ酸の間で一方のアミノ基から水素が、もう一方のカルボキシル基からヒドロキシ基が、水分子としてとれ（脱水）、（−CO−NH−）の形で縮合している。ペプチドに組み込まれたアミノ酸を残基（英: residue）という。残基が2個のものをジペプチド、3個のものをトリペプチド、4個のものをテトラペプチドなどといい、残基が10個以下のものをオリゴペプチド、多数つながればポリペプチドなどと呼ぶ。およそ50個以上つながった長いペプチドはタンパク質として理解され得る が境界はあいまいであり、アミロイドβ（残基は36–43個）やインスリン（残基は51個）などは長いペプチドとされている。
ペプチド（アミド）結合は典型的な炭素・窒素単結合よりもいくらか短い、そして部分的に二重結合の性質をもつ。なぜならその炭素原子は酸素原子と二重結合し、窒素は一つの非共有電子対を結合へ利用できるからである。
機能性ペプチドは、皮膚細胞の増殖活性を促すとして、化粧品原料として用いられることもある。
生体内で産生されるペプチドはリボソームペプチド、非リボソームペプチド、消化ペプチドの3つに大別される。

## 歴史
19世紀後半、エミール・フィッシャーらが最初にペプチド、彼の説明ではグリシルグリシンについて記述し、1901年にはフィッシャーらが合成したことを発表し、また様々なペプチド構造について説明していった。次第に他の科学者が天然のペプチドを同定し、新たなペプチドを合成し、その機能について学び始めた。
1973年には、Loren Pickartが銅ペプチドGHK-Cu（銅グリシン-ヒスチジン-リジン）を合成、80年代後半には化粧品に配合されるようになるが、それでもまだペプチドの開発はゆっくりであった。2000年にパルミトイルペンタペプチド-4（マトリキシル）が合成されると、創傷治癒から美容に使われる合成ペプチドの開発と研究が増加してきた。

## リボソームペプチド
リボソームペプチドはmRNAの翻訳により合成され、（しばしば）成熟型を形成するためにタンパク質分解を受ける。これらの機能は、典型的に高等生物においてはホルモンとシグナル分子である。いくつかの下等生物は（microcin J25のような）抗生物質としてペプチドを産生する。翻訳された時点に含まれるアミノ酸残基は20種類（例外的に、一部の細菌や古細菌において、本来ストップコドンであるUGAがセレノシステイン（21番目のアミノ酸）を、UAGがピロリジン（22番目のアミノ酸）をコードするケースがある）に限られており、翻訳後修飾によってリン酸化、水酸化、スルホン化、ジスルフィド形成等がされる。これらは一般に線状であるが、投げ縄構造も普通である。

## 非リボソームペプチド
非リボソームペプチドはモジュラー酵素の複合体（その機能は工場のベルトコンベヤーに似ている）を使用して合成され、主に単細胞生物、植物、菌類に限定されている。核構造が全てのこれらの複合体に共通であり、生成物の操作をする多くの異なったモジュールを含む。それらのペプチドは一般に環状であるが（しばしば高度に複合した環状構造を持つ）、しかしながら線形の非リボソームペプチドも普通である。システムがモジュールで、脂肪酸とポリケチドを形成する機構と密接に関連しているので、構成体化合物がしばしばみられる。オキサゾール、チアゾール、及びそれらの還元された対応物はしばしば化合物がこの方法で合成される事を示す。詳細は非リボソームペプチドを参照。

## 消化ペプチド
消化ペプチドは消化サイクルの一部としての非特異的タンパク質分解の結果である。これはグルテン、カゼイン、卵タンパク質、ホウレンソウタンパク質といったいくらかの食物タンパク質が分解、オピオイドペプチドが形成されることが実証されている。これらのペプチドはモルフィンの効果に擬態し、それらを分解できなければ精神病を経験するだろう。それらのペプチドは殆どが短く、カソモルフィン、グルテン・エキソルフィン、デルモルフィンといった名が付けられている。
ペプチドはアミノ酸の長い鎖であるタンパク質とはそれらのサイズの利点において異なる。伝統的に、アミノ酸から合成するのに充分短いそれらのペプチド鎖はタンパク質よりもペプチドと呼ばれる。非公式の基準はおおよそ50残基（より短いと主張する人もいる）、そのため自然に起こる最短のタンパク質は数百残基である。そして、基本的にペプチドタンパク質である。この定義の勝手な性質により、ペプチドを構造を持たないアミノ酸分子であり、明確な構造を獲得すればそれはタンパク質であると定義し直そうとする動きがかなりある。そのためしばしばペプチドはタンパク質たりえないが同じ分子がその環境によりペプチドにもタンパク質にもなりうる。しかしながらこの定義は非リボソームペプチド（これらは通常構造を持っている）の場合には崩壊する。
（ペプトイドやβペプチドの様な）ペプチドミミックはペプチドと関係した分子であるが、しかし異なった性質を持つ。

## 大きなペプチドファミリー
- バソプレシンとオキシトシン
  - バソプレシン
  - オキシトシン
- タキキニンペプチド
  - P物質
  - カッシニン
  - ニューロキニンA
  - エレドイシン
  - ニューロキニンB
- 血管作動性腸管ペプチド (英: vasoactive intestinal peptide、VIP)
  - 下垂体アデニル酸シクラーゼ活性化ペプチド (英: pituitary adenylate cyclase activating peptide、PACAP)
  - PHI 27
  - PHM 27
  - 成長ホルモン放出ホルモン1-24 (英: growth hormone releasing hormone 1-24、GHRH 1-24)
  - グルカゴン
  - セクレチン
- 膵臓ポリペプチド関連ペプチド
  - 神経ペプチドY
  - PYY ペプチドYY
  - トリ膵臓ポリペプチド (英: avian pancreatic polypeptide、APP)
  - ヒト膵臓ポリペプチド (英: human pancreatic polypeptide、HPP)
- オピオイドペプチド
  - プロオポオメラノコルチン (英: proopiomelanocortin、POMC)
  - エンケファリン
  - プロジノルフィン

## 用語
- ポリペプチド (英: polypeptide) はアミノ酸の線形の鎖。
  - タンパク質 (英: protein) は50以上のアミノ酸からなる1つ以上のポリペプチド。
- オリゴペプチド (英: oligopeptide) または（単なる）ペプチドは30–50アミノ酸以下の長さのポリペプチド。
  - ペンタペプチド (英: pentapeptide)、テトラペプチド (英: tetrapeptide)、トリペプチド (英: tripeptide)、ジペプチド (英: dipeptide) はそれぞれ5つ、4つ、3つ、2つのアミノ酸からなる。
- 神経ペプチドは神経組織と関係して活動するペプチド。
- ペプチドホルモンはホルモンとして働くペプチド。